# Bauhinia vespertilio
Bauhinia vespertilio är en ärtväxtart som beskrevs av Spencer Le Marchant Moore. Bauhinia vespertilio ingår i släktet Bauhinia och familjen ärtväxter. Inga underarter finns listade i Catalogue of Life.